# Сент Клер (Пенсилванија)
Сент Клер (енгл. St. Clair) град је у америчкој савезној држави Пенсилванија.

## Демографија
По попису из 2010. године број становника је 3.004, што је 250 (-7,7%) становника мање него 2000. године.
| Група             | 2000.         | 2010.         |
| Белци             | 3.201 (98,4%) | 2.879 (95,8%) |
| Афроамериканци    | 22 (0,7%)     | 31 (1,0%)     |
| Азијати           | 2 (0,1%)      | 14 (0,5%)     |
| Хиспаноамериканци | 23 (0,7%)     | 47 (1,6%)     |
| Укупно            | 3.254         | 3.004         |